# Antoni Fornes Gomiz
Antoni Fornes Gomiz (Tetuan, Marroc, 29 de gener de 1955) és un escriptor valencià. Estudià ciències biològiques, ciències físiques, oceanografia i literatura grega antiga, és catedràtic numerari de batxillerat a Dénia i professor tutor de la UNED.

## Obres
- Diapasó amerat (1986) (Premi Vicent Andrés Estellés de poesia)
- Vol de mans (1988)
- Periscopi (1999)
- Vestigis (2006) (Premi de Poesia Senyoriu d'Ausiàs March de Beniarjó)